# Myślachowice
Myślachowice – wieś w Polsce położona w województwie małopolskim, w powiecie chrzanowskim, w gminie Trzebinia przy drodze wojewódzkiej 791.
| SIMC    | Nazwa              | Rodzaj     |
| ------- | ------------------ | ---------- |
| 0223065 | Dołki              | część wsi  |
| 0223071 | Granice            | część wsi  |
| 0223088 | Łąki               | część wsi  |
| 0223094 | Pastwiska          | część wsi  |
| 0223131 | Piła Myślachowicka | przysiółek |
| 0223102 | Skałki             | część wsi  |
| 0223119 | Skotnica           | część wsi  |
| 0223125 | U Krzyżów          | część wsi  |

Wieś Myślechowice położona w województwie krakowskim wchodziła w 1662 roku w skład hrabstwa tęczyńskiego Łukasza Opalińskiego. W latach 1954–1972 wieś należała i była siedzibą władz gromady Myślachowice. W latach 1973–1977 miejscowość była siedzibą gminy Myślachowice. W latach 1975–1998 miejscowość leżała w województwie katowickim.
Od nazwy wsi utworzono nazwę skały osadowej okruchowej, zalegającej w pobliżu wsi – zlepieńca myślachowickiego.

## Etymologia
Nazwa Myślachowice pochodzi najprawdopodobniej od imienia Myślisław lub Myślimir, którego zdrobnieniem było Myślich. Potomków zaś Myślicha zwano Myślichowicami, nazwa zmieniła się później na Myślechowice, a od XVII w. utrzymała się w dzisiejszym brzmieniu.

## Urodzeni w Myślachowicach
- Józef Cichy – żołnierz, uczestnik II wojny światowej, podporucznik WP w stanie spoczynku.
- Jan Gąsior – podporucznik rez. piechoty Wojska Polskiego, ofiara zbrodni katyńskiej.
- Eugeniusz Pękała – funkcjonariusz kontrwywiadu i wywiadu PRL, dyplomata.
- Jan Świerkosz – działacz i polityk komunistyczny.

## Galeria

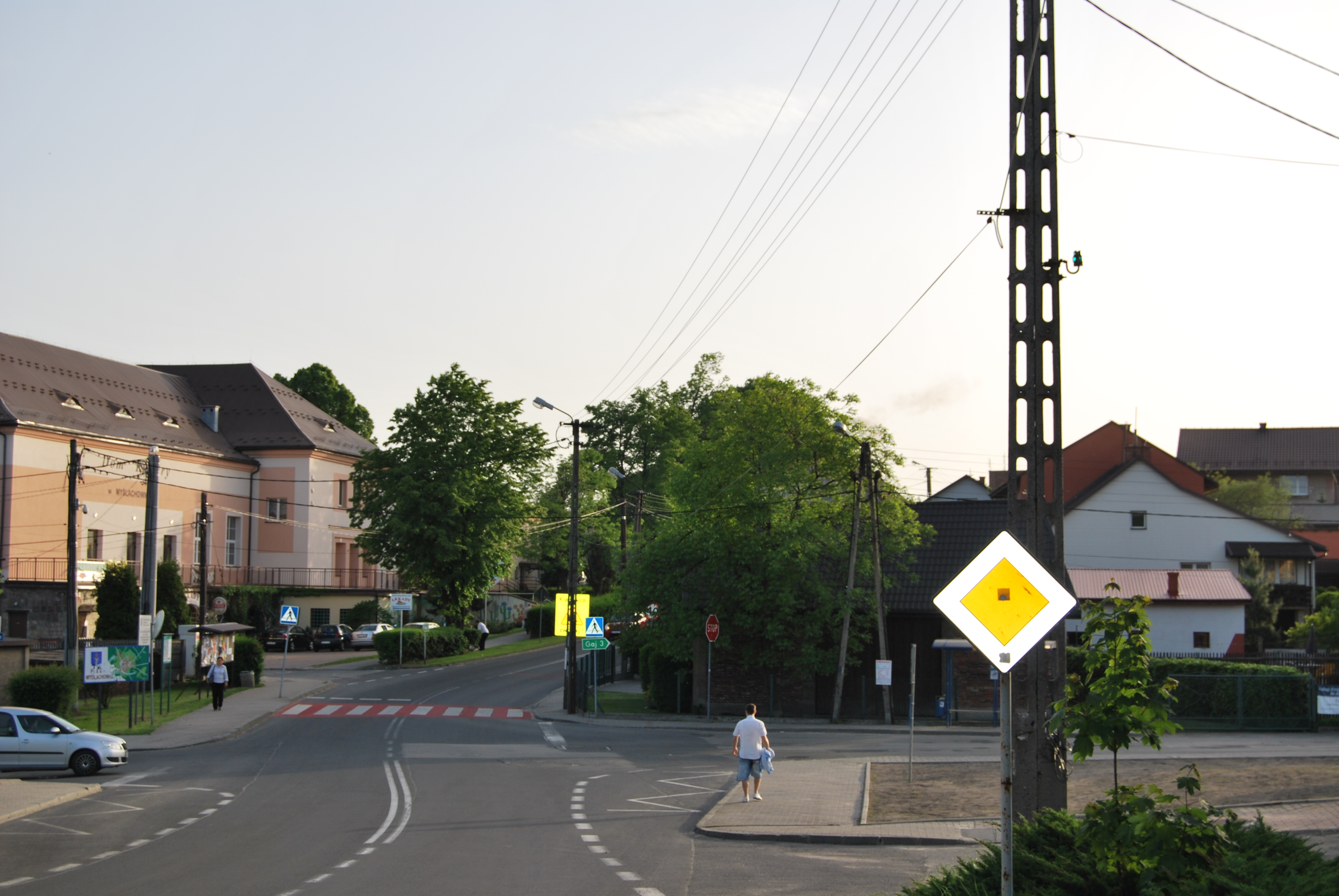
Centrum, droga wojewódzka 791
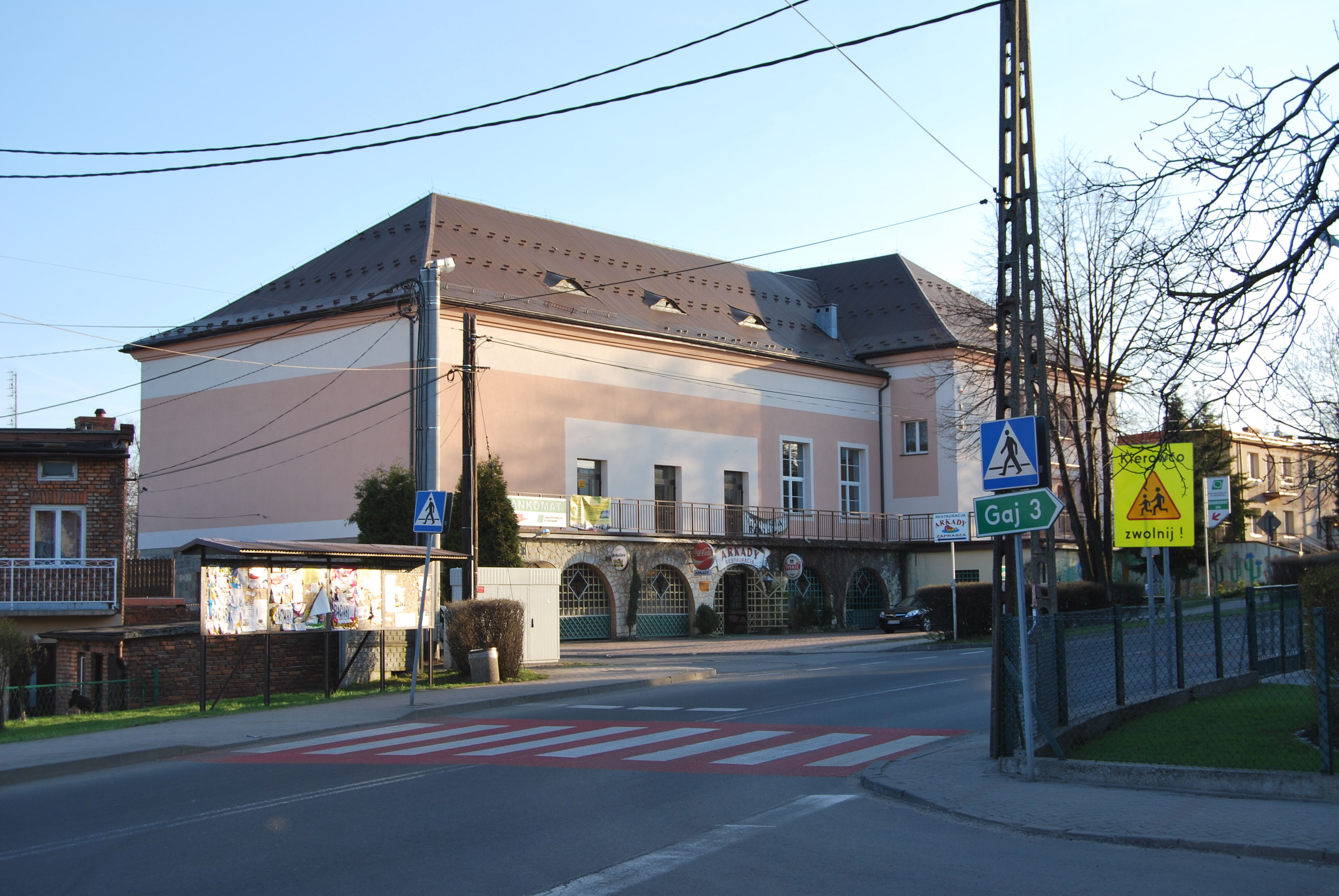
Dom Kultury w Myślachowicach
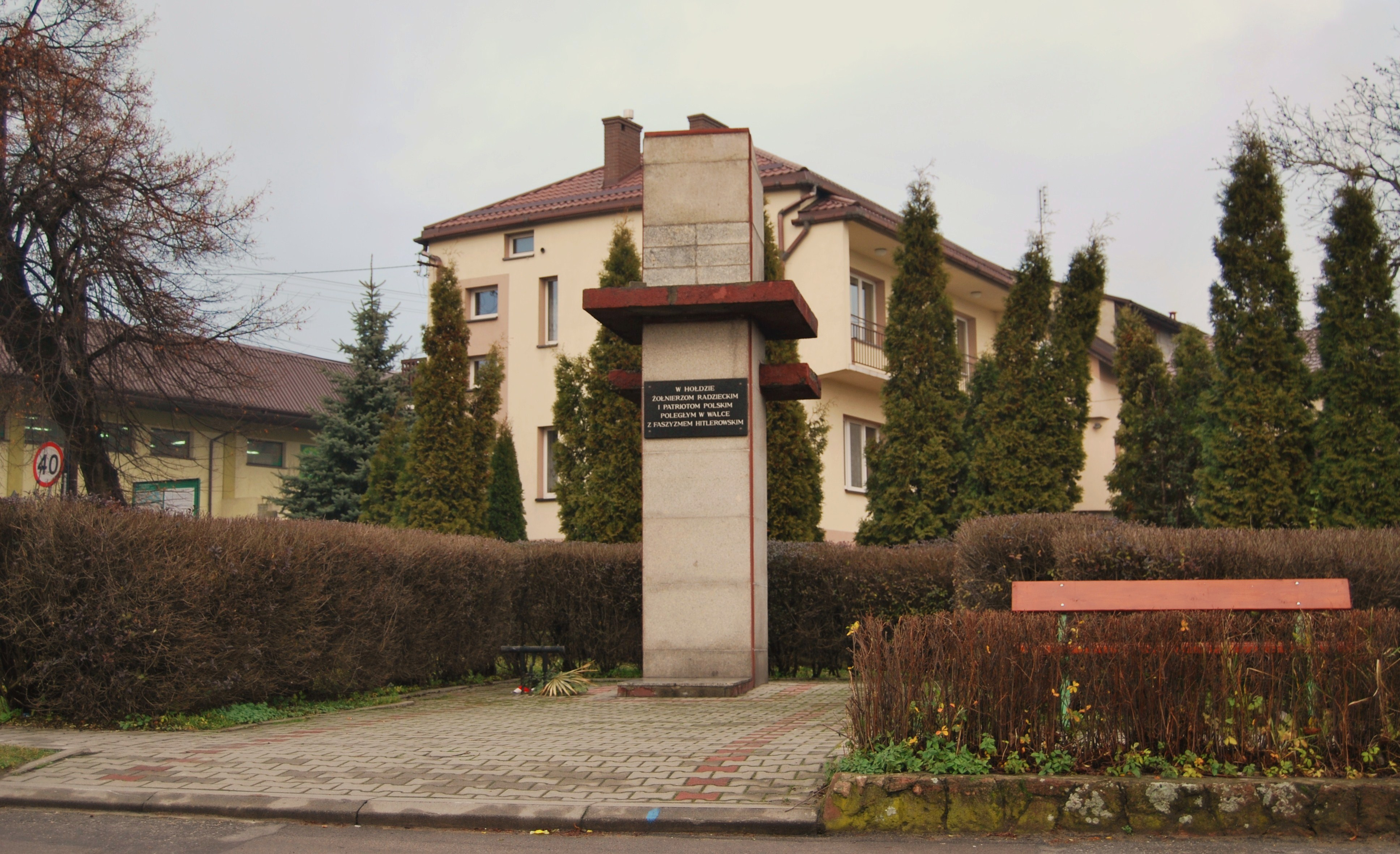
Monument: "W hołdzie żołnierzom radzieckim i patriotom polskim poległym w walce z faszyzmem hitlerowskim"
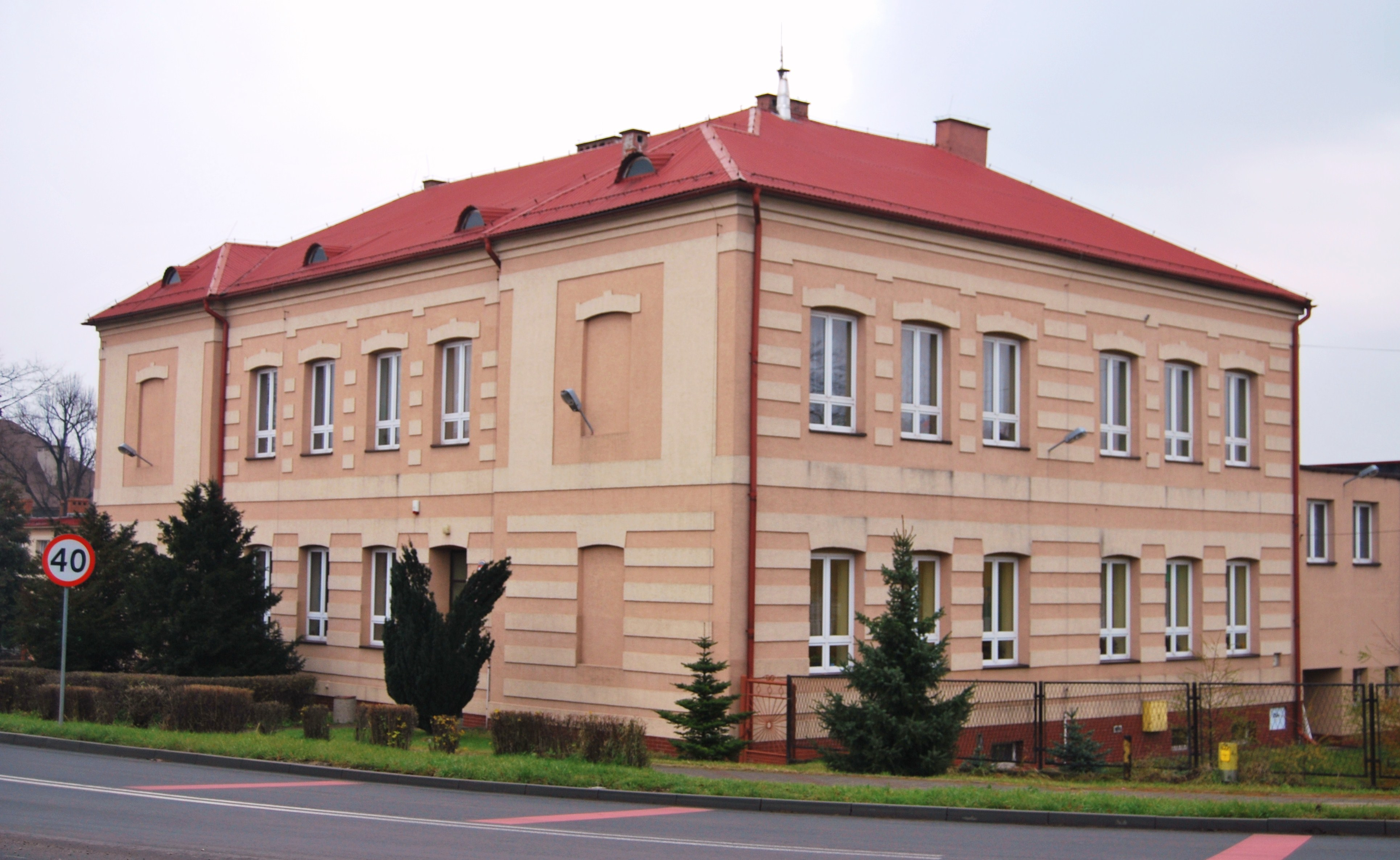
Szkoła Podstawowa w Myślachowicach
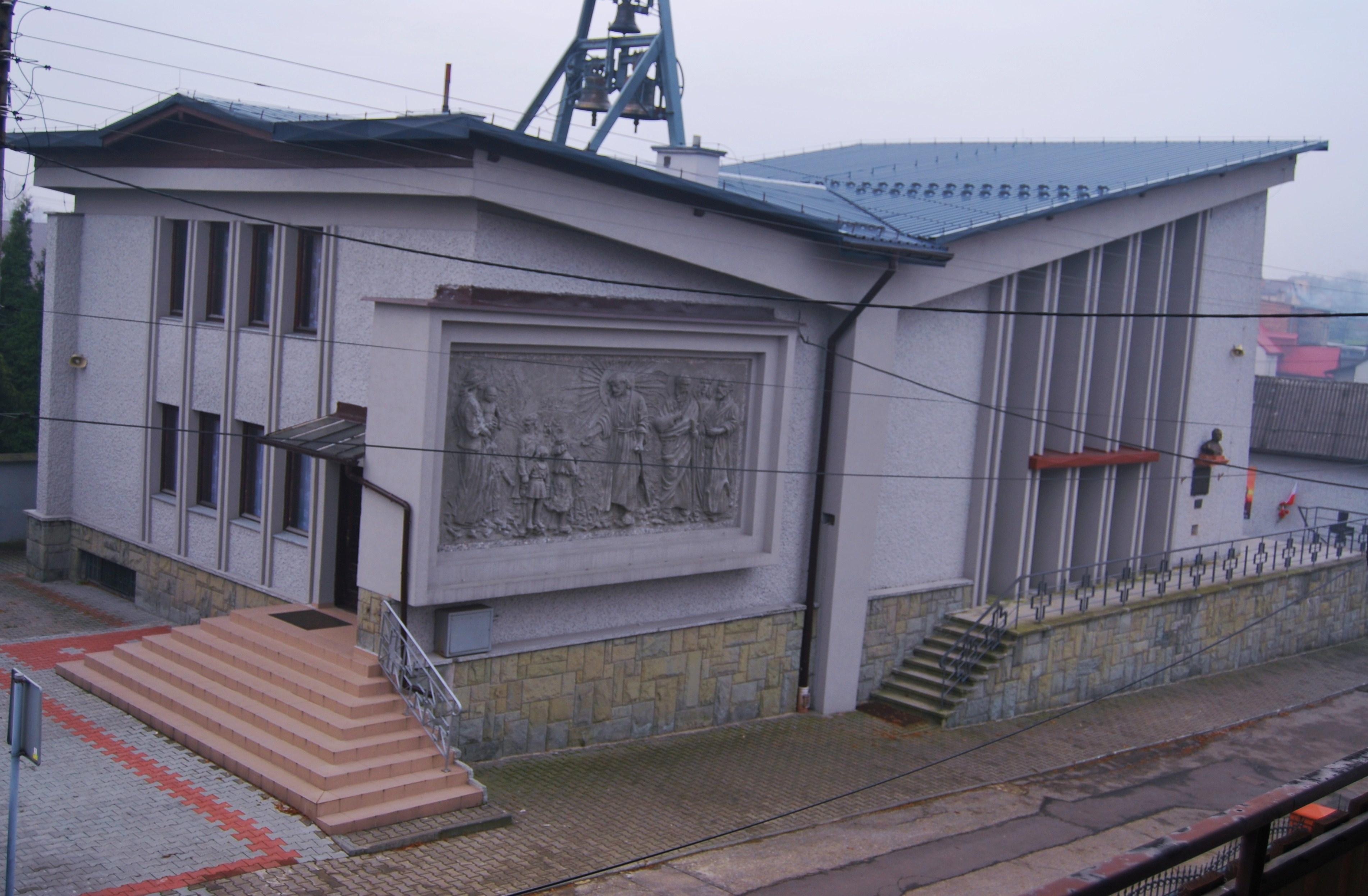
Kościół pod wezwaniem NMP Królowej Polski w Myślachowicach
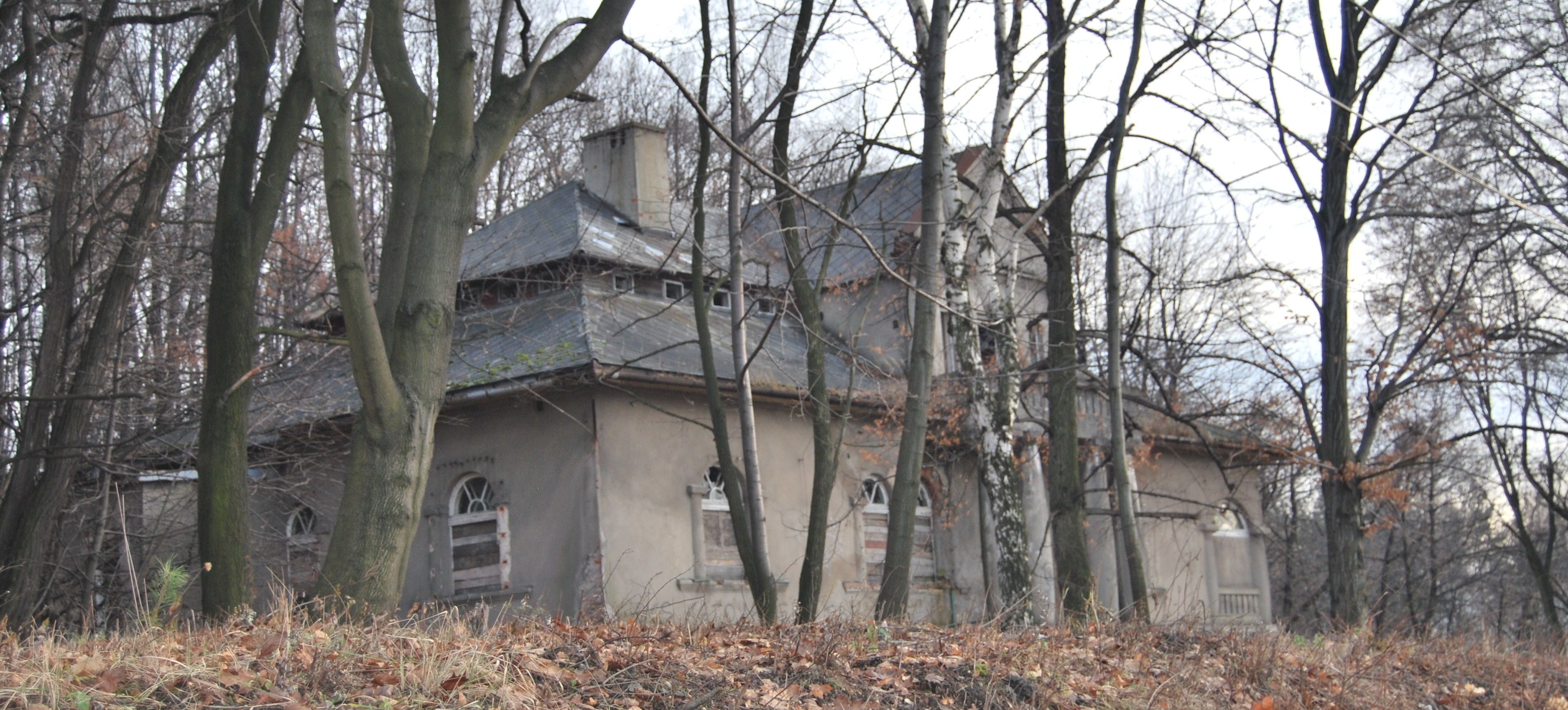
Willa
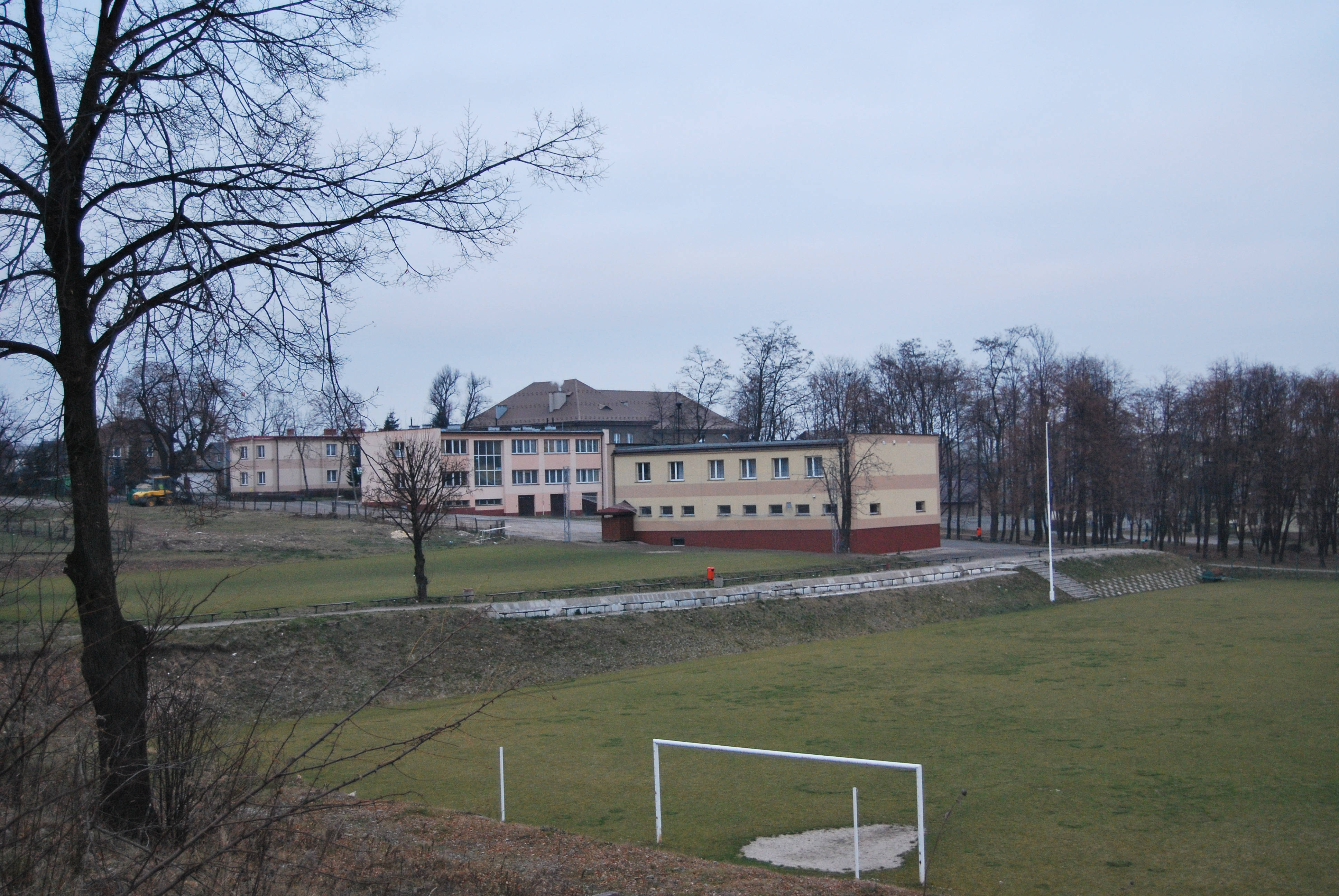
Boisko sportowe
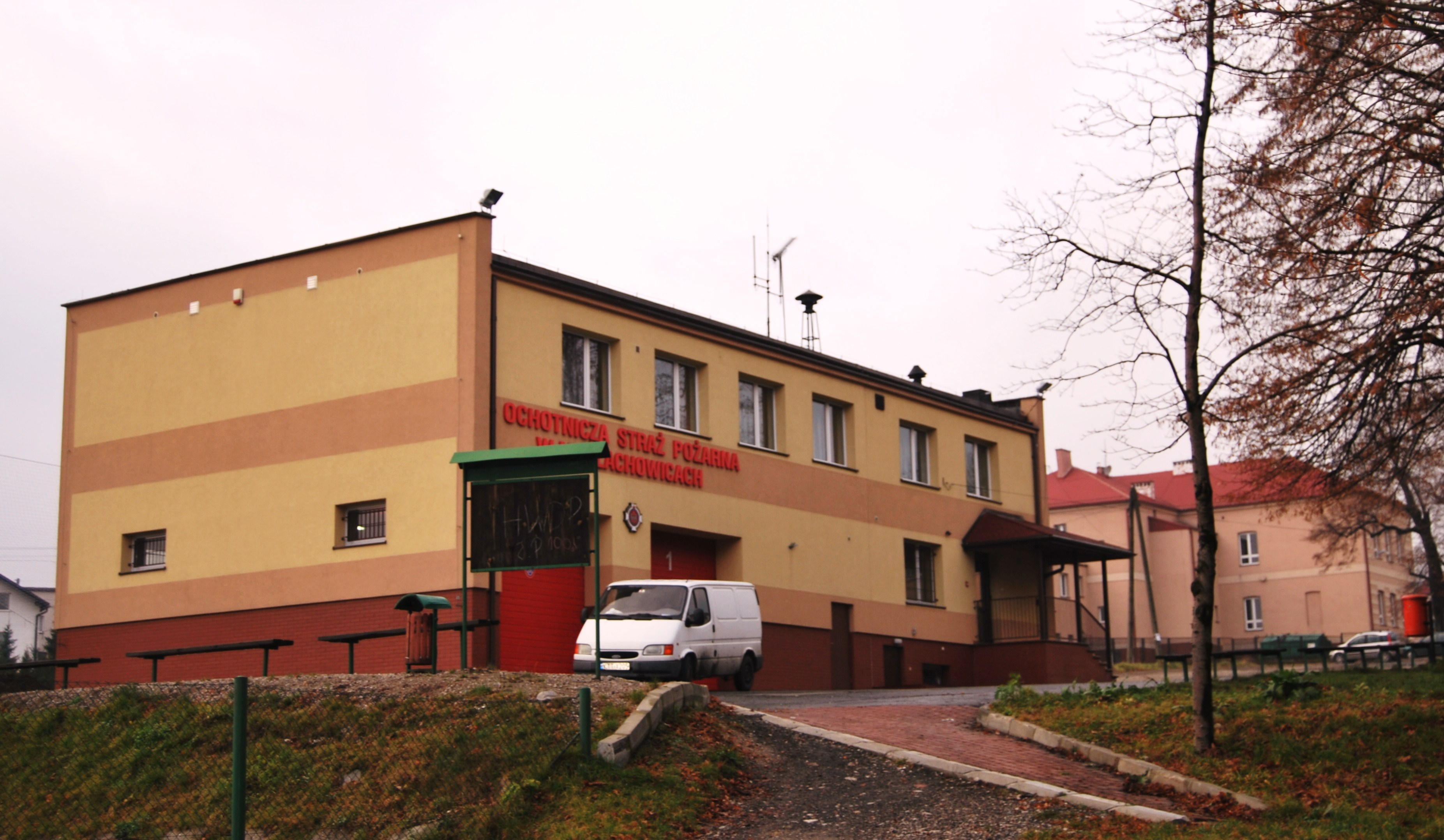
Budynek Ochotniczej Straży Pożarnej
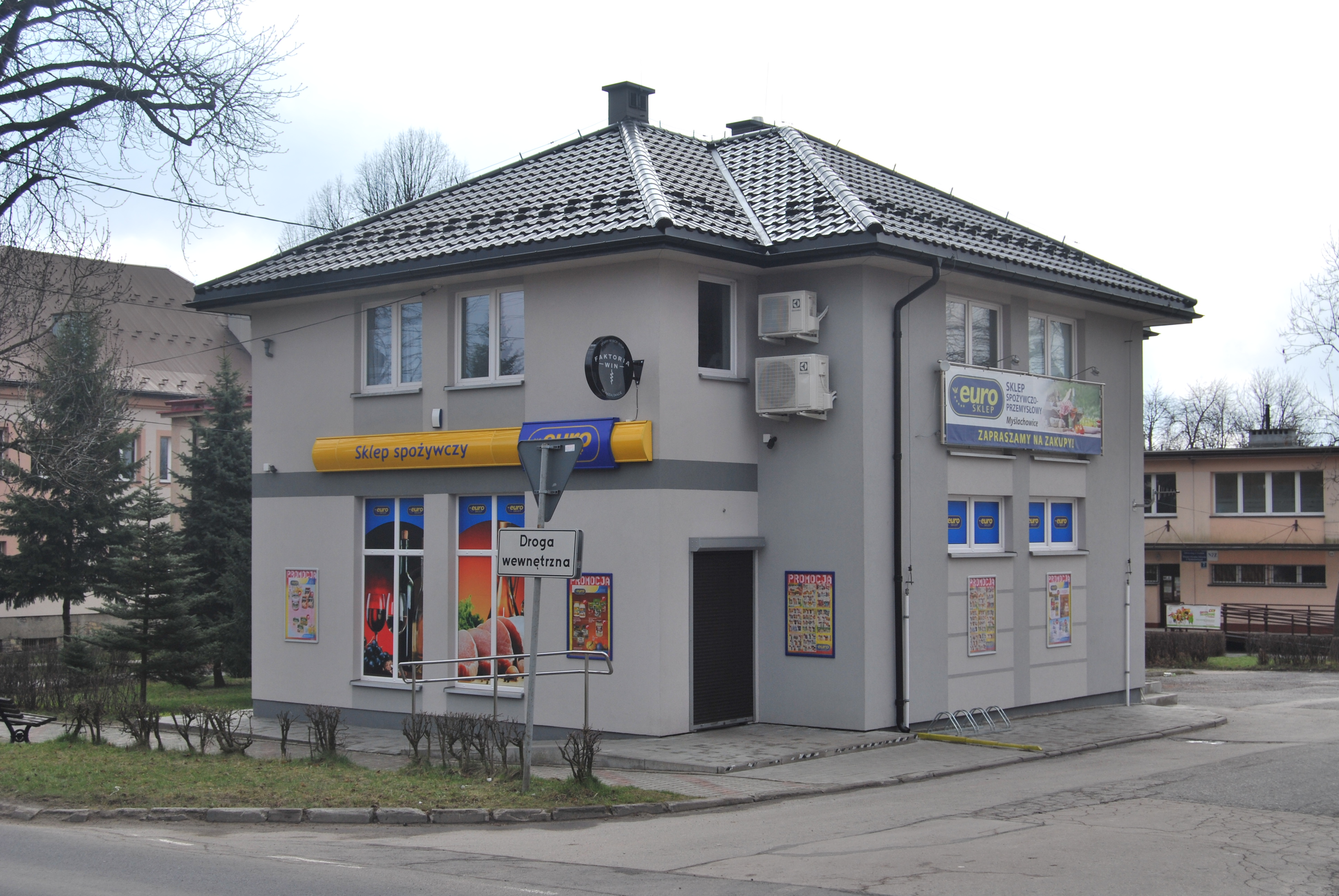
Pawilon handlowy
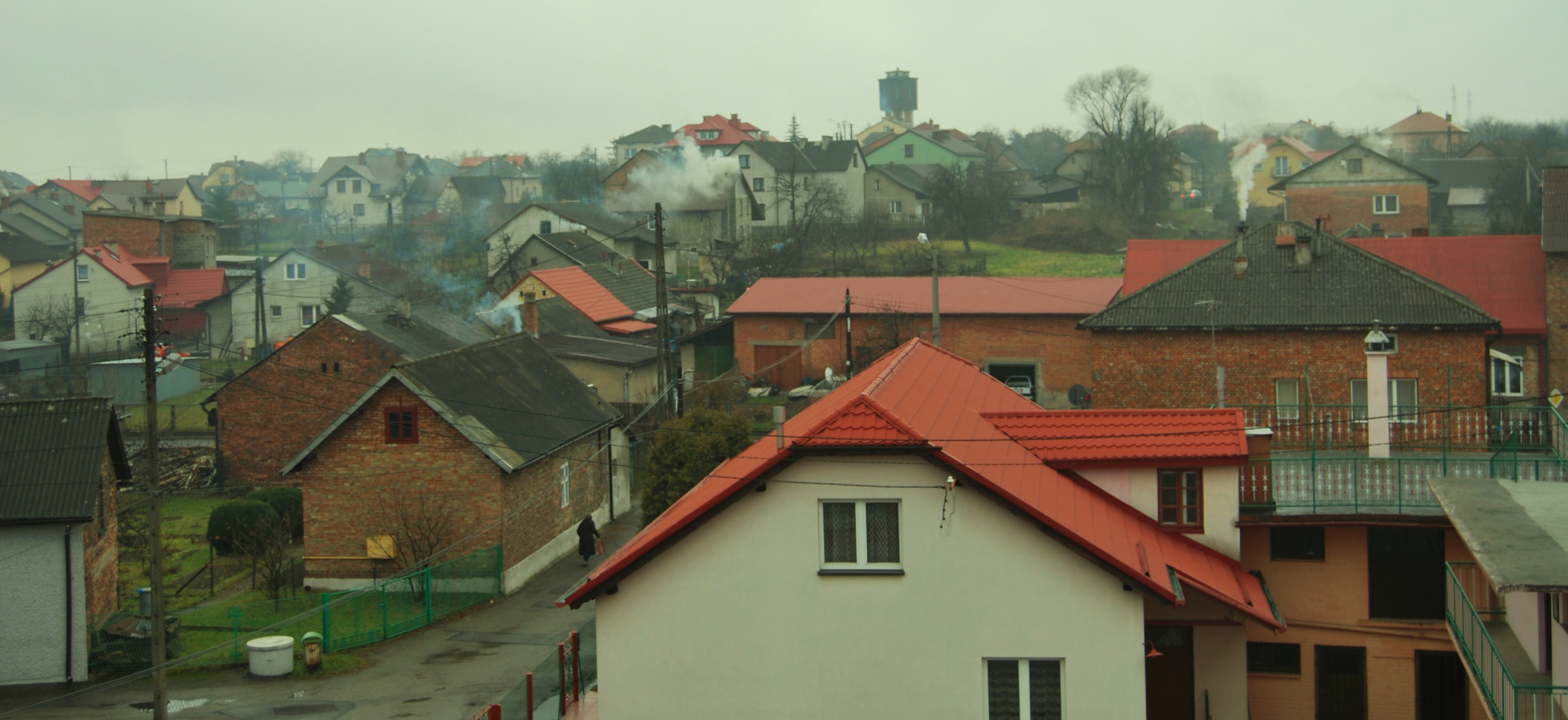
Panorama wsi